# Josias von Heeringen
Josias von Heeringen (9. marts 1850 i Kassel – 9. oktober 1926 i Berlin) var tysk general på Vestfronten under første verdenskrig og krigsminister i Preussen fra 1909 til 1913.
Heeringen blev officer i 1867 og blev hårdt skadet under den tysk-franske krig 1870-1871. Han fik i 1895 kommandoen over det 117. infanteriregiment, blev generalmajor og afdelingschef i krigsministeriet i 1898, generalløjtnant i 1901, øverstkommanderende for 22. division i 1903 og, med general grad øverstkommanderende for 2. armekorps i 1906.
Mellem 1909 til 1913 var Heeringen krigsminister i Preussen. Da første verdenskrig brød ud fik han kommandoen over 7. arme, som fik til opgave at forsvare Alsace-Lorraine grænsen. I oktober blev hans arme flyttet til den franske front og sat ind mellem 1. og 3. arme. I august 1916 blev han forflyttet til kystforsvaret ved Østersøen. I november 1918 forlod han militæret.
| Foregående: Karl von Einem | Preussens krigsminister 1909-1913 | Efterfølgende: Erich von Falkenhayn |